# Postal Babes
Postal Babes — видеоигра в жанрах шутера и beat ’em up, разработанная и изданная студией HeroCraft по лицензии Running with Scissors. Спин-офф серии Postal. Игра вышла 30 января 2009 года для мобильных телефонов с поддержкой платформы J2ME, а также была портирована под операционную систему Android. Центральными персонажами Postal Babes являются так называемые «крошки Postal», прототипом для которых послужили хостесы, представлявшие Postal на различных игровых выставках.
Бо́льшая часть игрового процесса Postal Babes представляет собой двухмерный сайд-скроллер, совмещающий в себе элементы нескольких подвидов этого типа компьютерных игр. Сюжет повествует о двух девушках, цель которых заключается в освобождении студенток, взятых в заложницы бандой маньяков, захвативших кампус университета.
Игра была хорошо встречена игровой прессой. Журналисты хвалили игру за детализированную графику и юмор. Критике подверглись высокая сложность игры и сильное отхождение от концепции оригинальной серии.

## Игровой процесс

Снимок игрового процесса. Героиня метает во врагов ножницы

Большая часть уровней Postal Babes представляет собой сайд-скроллер в жанрах шутера и beat ’em up с элементами платформинга. Некоторые уровни отличаются перспективой и являются shoot ’em up-тиром от первого лица.
Игрок поочерёдно управляет двумя героинями, которые используют разные типы вооружения. Одна из героинь пользуется исключительно холодным оружием, таким как бейсбольная бита, мачете или метательные ножницы, а вторая — огнестрельным оружием. Всего в игре 10 видов оружия.
Спроектированное для кнопочного мобильного телефона управление позволяет ходить влево и вправо, атаковать, прыгать вверх, прыгать влево и вправо, а также присаживаться. Существует возможность проводить серии ударов. Нажатие кнопки «вверх» также позволяет игроку открывать двери и проходить сквозь них. На различных уровнях перед персонажами стоят разные цели, такие как уничтожение противников, разминирование бомб и сопровождение заложников.
В версии для телефонов с поддержкой J2ME игрок мог раздеть главных героинь, отправив SMS сообщения на определённый номер телефона. В версии для Android такая возможность отсутствует.

## Сюжет
Согласно сюжету Postal Babes, банда маньяков напала на университетский кампус и захватила в заложники первокурсниц. Игра повествует о двух главных героинях — «крошках Postal», цель которых — освобождение заложниц.
Одна из героинь, студентка университета Старсфилд, обнаружила, что кампус захвачен маньяками. Решив, что одной ей не справиться, она позвонила своей подруге, специализирующейся на огнестрельном оружии, и попросила ту приехать в её университет. Когда подруга прибыла на место, девушки решили разделиться и спасти всех заложниц. Подруге удалось найти комнату с группой похищенных девушек, освободить их и выиграть достаточно времени, чтобы те смогли уйти в безопасное место. Тем временем первая девушка узнала, что захватчики заминировали здание университета, и приняла решение обезвредить все бомбы. Освободив всех заложниц, героини решают разделить обязанности — одна девушка отправляется обезвреживать оставшиеся бомбы, а вторая — освобождать кампус от оставшихся маньяков.
На последнем уровне вторая героиня сказала, что уже потратила слишком много времени, а дома её ждёт незаконченный шарф. Расстреляв последнюю группу маньяков, она сообщила, что настало время выслушать благодарности от спасённых студенток.

## Разработка и выпуск

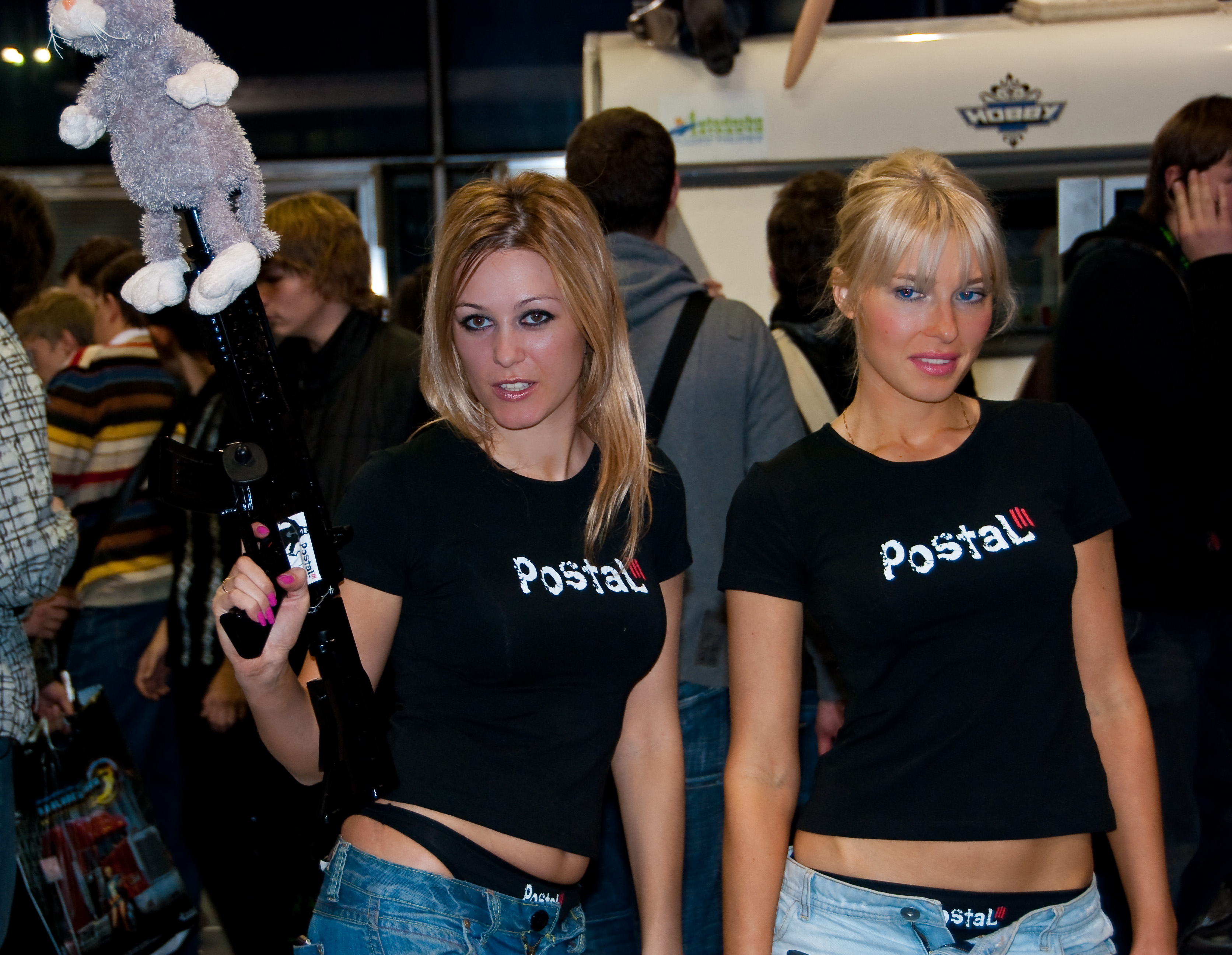
Хостесы, представлявшие Postal на игровых выставках, послужили прототипом для героинь Postal Babes

Анонс игры состоялся 3 августа 2007 года. Было объявлено, что разработкой игры занимается российская компания из Калининграда HeroCraft по лицензии от Running with Scissors. В пресс-релизе сообщалось, что игра выйдет к новому году на десяти языках и будет повествовать о знакомых поклонникам серии Postal Babes (с англ. — «Крошки Postal»). Изначально так именовались хостесы, представлявшие игры серии на различных выставках, но начиная с Postal 2 разработчики ввели их в игровой мир, сделав полноценными персонажами вымышленной вселенной.
Президент Running with Scissors Винс Дези отметил, что выход фильма Уве Болла и появление игры для мобильных телефонов свидетельствует о том, насколько большим стал бренд Postal. Он так же поздравил HeroCraft с вхождением в семью Running with Scissors.
В декабре 2007 года PR-менеджер HeroCraft Андрей Хорозов назвал получение лицензии на Postal одним из наиболее значимых событий для компании за уходящий год, а также заявил, что Postal Babes должна выйти примерно в середине первого квартала 2008 года. Тем не менее в указанный срок выпуска не состоялось, а в июне разработчики сообщили, что игра выйдет позже в текущем году. В октябре редакция Pocket Gamer ознакомилась с предварительной версией игры и опубликовала положительный отзыв о ней, хотя и отметив, что продемонстрированная им версия ещё далека от завершения. Издание сообщило, что выпуск Postal Babes запланирован на декабрь 2008 года. Той же осенью было объявлено, что игра будет портирована на Android. В декабре президент HeroCraft Павел Проконич сообщил, что выход игры ожидается в январе 2009 года.
Postal Babes была целиком разработана и издана компанией HeroCraft. Дизайн игры создал Георгий Ерхан, программированием занимался Евгений Чернышов. Над графикой работали пять художников.
Выход Postal Babes состоялся 30 января 2009 года для мобильных телефонов с поддержкой платформы J2ME. Обещанный порт для Android тоже был выпущен.

## Отзывы
| Иноязычные издания    | Иноязычные издания |
| Издание               | Оценка             |
| --------------------- | ------------------ |
| Pocket Gamer          | [ 1 ]              |
| JMobil                | 7,6/10             |
| Mobile Games Unimited | 82 %               |

Обозреватель Pocket Gamer Спаннер Спенсер назвал Postal Babes отличной, отметив, что она придётся по вкусу поклонникам основной серии Postal с её «ультра-насилием», эксплуатационным стилем и сатирой. Он посчитал анимацию «немного неестественной», но похвалил детализацию графики. Главным минусом Спенсер посчитал диалоги и шутки, которые хоть и соответствуют стилю серии, но не дотягивают до язвительности Postal. Он заключил, что если бы разработчики приложили больше усилий при написании диалогов, Postal Babes стала бы первоклассным дополнением к франшизе. Положительную рецензию игре также дал критик Mobile Games Unimited. Он похвалил графику и детализацию персонажей, а также отметил тот факт, что игра не позиционирует себя слишком серьёзно. При этом он предупредил игроков, что в игре может быть слишком много насилия, и она не подходит детям, а также что её игровой процесс слишком сильно отличается от оригинальной серии. Французское издание JMobil присудило Postal Babes бронзовую медаль. Его рецензент высоко оценил графику и юмор, а из негативных моментов он отметил колеблющуюся от уровня к уровню сложность.
Postal Babes заняла первое место на конкурсе Russian Mobile VAS Awards’2008 в номинации «мобильная игра года».